# Unknown Caller (Canción de U2)
"Unknown Caller" es una canción de la banda de rock irlandesa U2 y la cuarta canción de su álbum de 2009 No Line on the Horizon. Fue escrita desde la perspectiva de un drogadicto, que comienza a recibir mensajes de texto extraños en su teléfono celular. La canción se desarrolló muy temprano durante las sesiones de No Line on the Horizon y se grabó en una sola toma.

## Escritura y grabación
Las sesiones de No Line on the Horizon comenzaron con dos semanas de grabación en Fez, Marruecos. La grabación tuvo lugar en un patio alquilado de un hotel Riad, que la banda convirtió en un estudio de grabación improvisado. "Unknown Caller" se grabó en una sola toma en este tiempo, junto con las canciones "No Line on the Horizon", "Moment of Surrender" y "White as Snow". Anteriormente se habían desarrollado algunas iteraciones de la pista, pero la "versión definitiva solo se tocó una vez". por lo tanto, probablemente se tocaron en la encarnación final tal vez una o dos veces". El coguionista y productor Daniel Lanois señaló que la canción "prácticamente tenía su personalidad intacta desde el primer día". El Riad al aire libre permitió a la banda escuchar el canto de los pájaros durante sus sesiones; esto fue grabado e incluido en la introducción de la canción. Hacia el final de las sesiones de grabación, el productor Steve Lillywhite hizo algunos cambios menores en la canción para hacerla "brillante", incluidos cambios en la batería y la línea de bajo de la canción.
En una entrevista con The Guardian , el cantante principal Bono declaró que se cansó de escribir en primera persona y señaló que "simplemente me había desgastado como tema"; como resultado, creó varios personajes, incluido un policía de tránsito, un drogadicto y un soldado que presta servicio en Afganistán. El personaje drogadicto aparece en "Unknown Caller", así como en "Moment of Surrender", cuando el personaje tiene una crisis de fe y tiene tendencias suicidas. En un estado alterado, el personaje intenta usar su teléfono para comprar drogas, cuando comienza a recibir mensajes de texto crípticos con instrucciones inspiradas en la tecnología. Los temas de la canción incluyen la alienación social y la identidad personal, así como el optimismo. Mojo señaló que el drogadicto "no era inusual en este registro por estar perdido, espiritualmente roto". La letra "3:33, cuando los números cayeron de la esfera del reloj" es una referencia a Jeremías 33: 3, el mismo versículo bíblico al que se hace referencia en la portada del álbum de U2 de 2000, All That You Can't Leave Behind.

## Composición
"Unknown Caller" está compuesta en clave de sol mayor. La canción comienza con un zumbido, el canto de los pájaros de las golondrinas marroquíes, e instrumentos exóticos, antes de que The Edge comience a tocar un riff de cuatro notas, similar al de "Walk On". El coro presenta un canto grupal monótono de comandos ("Ve / Grítalo / Levántate / Escúchame, deja de hablar / Para que pueda hablar / Cállate ahora"), alternando con líneas prolongadas de "Ohh / Ohh". Después del segundo coro, se escucha una parte de trompa, interpretada por Richard Watkins, así como un órgano de iglesia. La canción concluye con un solo de guitarra que fue tomado directamente de la pista de fondo de la canción.

## Espectáculos en vivo
"Unknown Caller" hizo su debut en vivo en la noche de apertura del U2 360° Tour con Larry Mullen Jr y The Edge como coros. Se tocó en 22 de 24 conciertos durante la primera etapa de la gira, donde normalmente seguía a uno de "In a Little While", "Stuck in a Moment You Can't Get Out Of" y "Stay (Faraway, So Close!)", y precedió a "The Unforgettable Fire". También se realizó al comienzo de la segunda etapa de la gira, generalmente después de "I Still Haven't Found What I'm Looking For" o "Your Blue Room", pero se eliminó de la lista de canciones durante varias semanas. Se volvió a tocar hacia el final de la segunda etapa.
En el descanso entre canciones, el canto de los pájaros registrado en la introducción se reprodujo a través de los parlantes del escenario. La pantalla de video mostraba imágenes de los miembros de la banda con la letra de la canción colocada encima desplazándose de derecha a izquierda. Las palabras están coloreadas en rojo con la excepción de la palabra que se está cantando actualmente, que está resaltada en verde. 

## Recepción y legado
"Unknown Caller" recibió críticas mixtas de los críticos. Rolling Stone describió el solo de guitarra de The Edge como "una ruptura sencilla y elegíaca con un borde desgastado y con muescas en su tono agudo", mientras que comparó el canto del coro de Bono de "Grita de alegría si tienes la oportunidad" con la canción de la banda de 1979 "Out of Control", señalando que "[Bono] sigue cantando sobre cantar". El crítico Brian Hiatt señaló que la canción habría funcionado bien en All That You Can't Leave Behind. Q describió la ubicación de la canción en la mitad inicial del álbum como "el U2 de los espacios abiertos, de los extensos valles montañosos y de las líneas de guitarra resonantes características de Edge". La "evocación tanto de la frigidez como de la ternura" de la canción, señalando que la transición de la trompa francesa al solo de guitarra de The Edge fue "tan exaltada como cualquier música de U2". "Niveles de alienación artística de Berlín", y etiquetó la interpretación de la guitarra en la canción como la mejor del álbum, mientras que el New York Times creía que sería un "probable canto largo en la arena" en vivo. Uncut comparó la canción con el sencillo de la banda de 1984 "Pride (In the Name of Love)", y lo describió como "el cebo y el cambio más dramáticos en un disco plagado de ellos: una suave figura de guitarra de Edge y canto de pájaros una base poco probable para la construcción gradual de una épica de estadio terriblemente descarada". El músico Gavin Friday describió la canción como "una nueva era 'Bad'", y el editor de Hot Press, Niall Stokes, llamó a la canción "otro clásico de U2". El periódico holandés NRC comparó el final de Unkonwn llamador con una composición de JS Bach y afirmó: "El coro se desarrolla como un discurso polifónico militarista: 'Shout it out/ Rise up/ Escape yourself,/ and gravity', y luego sufre una transformación barroca: las guitarras se convierten en trompetas, los clavicémbalos en órganos, por lo que J.S. Bach no debería haberse avergonzado".